# Ternay (Roine)
Ternay és un municipi francès situat al departament del Roine i a la regió d'Alvèrnia-Roine-Alps. L'any 2007 tenia 5.018 habitants.

## Demografia

### Població
El 2007 la població de fet de Ternay era de 5.018 persones. Hi havia 1.808 famílies de les quals 293 eren unipersonals (109 homes vivint sols i 184 dones vivint soles), 626 parelles sense fills, 743 parelles amb fills i 146 famílies monoparentals amb fills.
La població ha evolucionat segons el següent gràfic:
Habitants censats

### Habitatges
El 2007 hi havia 1.879 habitatges, 1.829 eren l'habitatge principal de la família, 14 eren segones residències i 35 estaven desocupats. 1.573 eren cases i 302 eren apartaments. Dels 1.829 habitatges principals, 1.395 estaven ocupats pels seus propietaris, 406 estaven llogats i ocupats pels llogaters i 28 estaven cedits a títol gratuït; 14 tenien una cambra, 63 en tenien dues, 242 en tenien tres, 593 en tenien quatre i 917 en tenien cinc o més. 1.535 habitatges disposaven pel capbaix d'una plaça de pàrquing. A 709 habitatges hi havia un automòbil i a 1.026 n'hi havia dos o més.

### Piràmide de població
La piràmide de població per edats i sexe el 2009 era:
| Homes | Edats   | Dones |
| ----- | ------- | ----- |
| 0     | 95 o +  | 4     |
| 0     | 90 a 94 | 0     |
| 8     | 85 a 89 | 36    |
| 20    | 80 a 84 | 52    |
| 52    | 75 a 79 | 36    |
| 68    | 70 a 74 | 72    |
| 100   | 65 a 69 | 88    |
| 136   | 60 a 64 | 100   |
| 184   | 55 a 59 | 192   |
| 204   | 50 a 54 | 200   |
| 148   | 45 a 49 | 164   |
| 164   | 40 a 44 | 156   |
| 184   | 35 a 39 | 216   |
| 140   | 30 a 34 | 168   |
| 160   | 25 a 29 | 100   |
| 140   | 20 a 24 | 140   |
| 160   | 15 a 19 | 132   |
| 176   | 10 a 14 | 196   |
| 220   | 5 a 9   | 152   |
| 76    | 0 a 4   | 168   |

## Economia
El 2007 la població en edat de treballar era de 3.238 persones, 2.271 eren actives i 967 eren inactives. De les 2.271 persones actives 2.084 estaven ocupades (1.092 homes i 992 dones) i 187 estaven aturades (84 homes i 103 dones). De les 967 persones inactives 349 estaven jubilades, 303 estaven estudiant i 315 estaven classificades com a «altres inactius».

### Ingressos
El 2009 a Ternay hi havia 1.909 unitats fiscals que integraven 5.227,5 persones, la mediana anual d'ingressos fiscals per persona era de 22.089 €.

### Activitats econòmiques
Dels 207 establiments que hi havia el 2007, 3 eren d'empreses extractives, 3 d'empreses alimentàries, 5 d'empreses de fabricació de material elèctric, 11 d'empreses de fabricació d'altres productes industrials, 43 d'empreses de construcció, 47 d'empreses de comerç i reparació d'automòbils, 4 d'empreses de transport, 10 d'empreses d'hostatgeria i restauració, 4 d'empreses d'informació i comunicació, 8 d'empreses financeres, 8 d'empreses immobiliàries, 29 d'empreses de serveis, 25 d'entitats de l'administració pública i 7 d'empreses classificades com a «altres activitats de serveis».
Dels 61 establiments de servei als particulars que hi havia el 2009, 1 era una oficina de correu, 2 oficines bancàries, 5 tallers de reparació d'automòbils i de material agrícola, 1 taller d'inspecció tècnica de vehicles, 1 autoescola, 5 paletes, 11 guixaires pintors, 4 fusteries, 6 lampisteries, 9 electricistes, 2 empreses de construcció, 5 perruqueries, 5 restaurants, 3 agències immobiliàries i 1 saló de bellesa.
Dels 10 establiments comercials que hi havia el 2009, 1 era una gran superfície de material de bricolatge, 1 una botiga de menys de 120 m², 3 fleques, 1 una carnisseria, 1 una llibreria, 1 una sabateria, 1 una botiga de mobles i 1 una floristeria.
L'any 2000 a Ternay hi havia 7 explotacions agrícoles que ocupaven un total de 56 hectàrees.

## Equipaments sanitaris i escolars
El 2009 hi havia 2 farmàcies i 1 ambulància.
El 2009 hi havia 2 escoles maternals i 2 escoles elementals.

## Poblacions més properes
El següent diagrama mostra les poblacions més properes.